# Agent esportiu
Un agent esportiu és un representant legal d'esportistes professionals i també d'entrenadors. Cerquen i negocien contractes de treball o patrocini per als representats. Addicionalment, poden ajudar els seus clients amb planificació financera, qüestions legals o marca personal; treballant de la mà d'assessors financers, advocats i professionals del màrqueting en nom dels seus clients.
Abans de la dècada del 1990, la majoria de futbolistes no contractaven agents. Segons dades del portal Transfermarkt.de, ara hi ha més de 15.000 només en el món del futbol. Des del 2001, l'emissió de la llicència FIFA recau directament en cada associació nacional.

## Descripció
A causa de les característiques úniques de la indústria de l'esport, els agents esportius són els responsables de les comunicacions amb els propietaris d'equips, els directius i altres persones vinculades. A més de trobar fonts d'ingressos, els agents sovint gestionen qüestions de relacions públiques per als seus clients. En algunes grans agències esportives, els agents s'ocupen de tots els aspectes de les finances d'un client, des de la planificació d'inversions fins a la declaració d'impostos.
Degut a la complexitat dels contractes, sovint els agents esportius són advocats o tenen formació en dret. S'espera que els agents tinguin coneixements sobre finances, gestió empresarial i anàlisi financera i de risc, així com d'esports. És important que un agent esportiu segueixi les tendències esportives. Altres habilitats que ha de tenir un agent són excel·lents habilitats de comunicació i negociació. És molt habitual que els agents estiguin en negociacions en nom de diversos clients alhora.
Alguns agents formen part de grans empreses, mentre que d'altres treballen per compte propi. Amb certa freqüència, l'agent és un familiar o una persona propera de l'esportista. És el cas de Jorge Messi, pare de l'estrella argentina Lionel Messi. Seguint aquest camí, l'esportista té algú de confiança darrera seu; però, a causa de la seva inexperiència, pot donar-se el cas que aconsegueixin contractes per sota de les expectatives.
La relació entre esportista i agent pot començar inclús abans de convertir-se en professional. Per exemple, els agents d'hoquei sobre gel comencen a reclutar clients tan sols als 15 anys, cosa que els permet guiar la carrera del jove ben abans del draft de la NHL, al que solen accedir amb 18 anys.
En general, els agents esportius reben entre un 10 i un 20% dels contractes de publicitat i entre un 4 i un 15% del sou de l'esportista, tot i que aquestes xifres varien. Els agents de l'NFL no poden rebre més del 3%, mentre que els agents de l'NBA no més del 4% dels contractes de joc dels seus clients. També és comú que s'embutxaquin una part del bonus de traspàs, quan un jugador canvia d'equip; o del bonus de renovació, quan estén el contracte amb l'actual club.

## Agents
A Catalunya, han destacat en la professió Josep Maria Minguella, Pere Guardiola o Carlota Planas. També han tingut ressò mediàtic el portuguès Jorge Mendes, l'italo-neerlandès Mino Raiola i la brasilera Rafaela Pimenta.
Pel·lícules com Jerry Maguire, Two for the Money i Any Given Sunday representaven agents esportius. La sèrie de televisió Ballers, que va començar el 2015, també està basada en aquest món.